# Basturma
Basturma – suszona wołowina o bardzo ostrym smaku i wyrazistym aromacie. Surowe mięso (polędwica) preparowane jest w solance, a następnie przyprawione ziołami suszy się tygodniami. Pochodzenie oraz proces przygotowania jest zbliżony do tureckiej pasturmy. Aczkolwiek współcześnie basturma znana jest bardziej pod postacią szaszłyka z polędwicy wołowej, marynowanej w occie.
Jest to popularne danie kuchni kaukaskiej.